# 天空断罪スケルターヘブン
『天空断罪スケルターヘブン』（てんくうだんざいスケルターヘブン）は2004年11月25日にアイディアファクトリー、デザインファクトリーがPlayStation 2専用に製作した恋愛アドベンチャー。また、それを原作としたOVA作品。

## ゲーム概要
『ステディ×スタディ』同様に、アニメーションが多く盛り込まれた作品。兵器として生み出された人造生命体の少女たちの戦いを描く。

## ゲームシステム
任務の成否を決めるICA（Interactive Command Assist）システムを搭載。上下左右から出現するターゲットが画面中央のロックオン・サイトに来たところで、タイミングよく該当するボタンを押すことができれば成功となる。
1度ゲームをクリアすると、タイトル画面からの選択で自由に挑戦できる。

## ストーリー
西暦2015年、防衛特殊法人アルタミラ・エージェンシーは、優秀な兵士となる人造人間ウェットプロープの製造計画に着手した。男性タイプを用いた2022年の実験が失敗に終わった後、女性タイプに切り替えることで2025年に一応の成功を見る。しかし翌2026年にはウェットプロープ2期生の起動実験が再び失敗。1体のみが完成した。
一方、平行して開発中だった局地戦用有人型機動兵器バトルソールは、常人には操縦不能の代物となっていた。小型化の代償として操縦系統には多大な力を必要とし、また操縦者の人体を守るものは一切装備されていないからである。そこでバトルソールは、ウェットプロープ専用兵器スケルターとして生まれ変わることになった。
そして西暦2030年。地球外からイカ状の巨大生命体が現れた。人間の操る兵器が通用しないこの謎の敵に対し、人間ではない存在……ウェットプロープたちへの出撃命令が下る。

## 登場人物
船貝 乙夜（ふながい おとや）
声 : 三好幸次（OVA）
ウェットプロープの教育係を務める青年。あまり物事を深く考えない性質ではあるが、彼女たちの人間性の萌芽を感じ取り、兵器として扱うことに疑問を持ち始める。
市川 凛（いちかわ りん）
声 : 那須めぐみ
ウェットプロープ1期生。真面目だがおっちょこちょい。平均的な能力の持ち主で突出したものがないため、自己を低く評価している。
スケルターヘブン
凛の乗機。機体色は赤。ガトリングガンを装備。
鹿島 美咲（かしま みさき）
声 : 鈴木菜穂子
ウェットプロープ1期生のリーダー格。気が強く、上官である船貝に異議を唱えることもある。しかし隠れてマニキュアを塗る女の子らしい一面も。
スケルターウェイブ
美咲の乗機。機体色は青。パンツァーファウストを装備。
田村 このみ（たむら このみ）
声 : 名塚佳織
凛と美咲を元に造られたウェットプロープ1期生。語尾に「なり」をつける妙なしゃべり方をする。大雑把な性格だが機械には詳しく、操縦技術は随一。
スケルターコスモス
このみの乗機。機体色は黄。パンツァーファウストを装備。
松村 翠（まつむら みどり）
声 : 伊藤静
ウェットプロープ1期生。寡黙だが仲間思い。運動能力に秀でており、弓道の訓練を積んでいる。
スケルターフラッシュ
翠の乗機。機体色は緑。ガトリングガンを装備。
松本 綾香（まつもと あやか）
声 : 茅原実里
唯一のウェットプロープ2期生で、船貝を「お兄ちゃん」、1期生を「お姉ちゃん」と呼ぶ。甘えん坊だが理知的でもあり、電子制御に長けている。
スケルタータイタン
綾香の乗機。機体色は紫。刀を装備。
早川 真琴（さがわ まこと）
声 : 大川千帆
船貝の先輩で、よき相談相手。ウェットプロープを思いやる優しさと戦いにおもむかせる冷酷さが同居している。
三嶋 博昭（みしま ひろあき）
声 : 田中秀幸（OVA）
アルタミラ・エージェンシーのCEO。目的のためなら手段を選ばない実利的な性格で、ウェットプロープも兵器としてしか見ていない。

## ゲームスタッフ
- 企画・プロデュース : 桑名真吾
- 製作プロデュース : 佐藤嘉晃、中嶋裕之
- ゲームディレクター : 土屋智
- 脚本 : 藤澤経清、竹内康二
- キャラクターデザイン : 大塩敏之
- 音楽 : 金子憲次
- アニメーションディレクター : 佐藤嘉晃
- オープニングテーマ : NAKED HEART
  - 作詞 : 仁科佐規、作・編曲 : 渡辺未来 / 歌 : 茅原実里
- エンディングテーマ : マリオネット
  - 作詞 : 仁科佐規、作・編曲 : 水上裕規 / 歌 : 茅原実里

## OVA
2004年12月8日にキングレコードより販売。

### OVAスタッフ
- アニメーション作画監督：大貫健一
- キャラクターデザイン：大塩敏之
- 脚本：佐藤嘉晃、杉山智浩

## 関連商品
- 書籍
  - 天空断罪スケルターヘブン 公式設定&攻略ガイド（NTT出版）ISBN 4-7571-8165-5
- CD
  - 蒼のままで…… / 天空断罪スケルターヘブン サウンドトラック（ソニー・ビュージックディストリビューション）